# Silene grossheimii
Silene grossheimii är en nejlikväxtart som beskrevs av Boris Konstantinovich Schischkin. Silene grossheimii ingår i släktet glimmar, och familjen nejlikväxter. Inga underarter finns listade i Catalogue of Life.